# Pierre Stippelmans
Pierre Stippelmans (Sint-Truiden, 22 januari 1925 - aldaar, 7 mei 2015) was een Belgische gevangene tijdens de bezetting door Nazi-Duitsland. Tussen 1943 en 1945 zat hij opgesloten in verschillende concentratiekampen.

## Biografie
Stippelmans werd als achttienjarige op 24 mei 1943 opgepakt, samen met zijn broer en 61 andere inwoners van Sint-Truiden, waaronder de toenmalige burgemeester. Ze werden ervan verdacht lid te zijn van het Belgisch verzet in de Tweede Wereldoorlog.
Stippelmans werd opgesloten in het Fort van Breendonk en vervolgens verschillende concentratiekampen, waaronder Kamp Esterwegen, Mittelbau-Dora en Groß-Rosen. Op 12 april wist hij met twee medegevangenen nabij Gardelegen te ontsnappen tijdens de dodenmars naar Bergen-Belsen. Ze bleven vervolgens een maand lang ondergedoken in de buurt. Op 8 mei 1945 werden ze bevrijd.
Na de oorlog werkte Stippelmans als onderhoudswerkman in het Koninklijk Atheneum van Sint-Truiden.
In 1991 schreef hij zijn ervaringen neer in het boek 'Mijn verhaal'. In 2012 verscheen een herziene uitgave. In 2009 deed hij zijn verhaal in het holocaustmuseum in Kamp Esterwegen.
In 2012 maakte Circus Tabori een toneelstuk waarin Stippelmans tegenover een fictief personage wordt gezet, Peter Müller, die zijn beide ouders verloor bij het Bombardement op Dresden. Het stuk zoekt uit of er zoveel jaar later mogelijkheid is tot verzoening.

## Onderscheidingen
- Ridder in de Kroonorde
- Ridder in de Orde van Leopold II